# Avatr 06

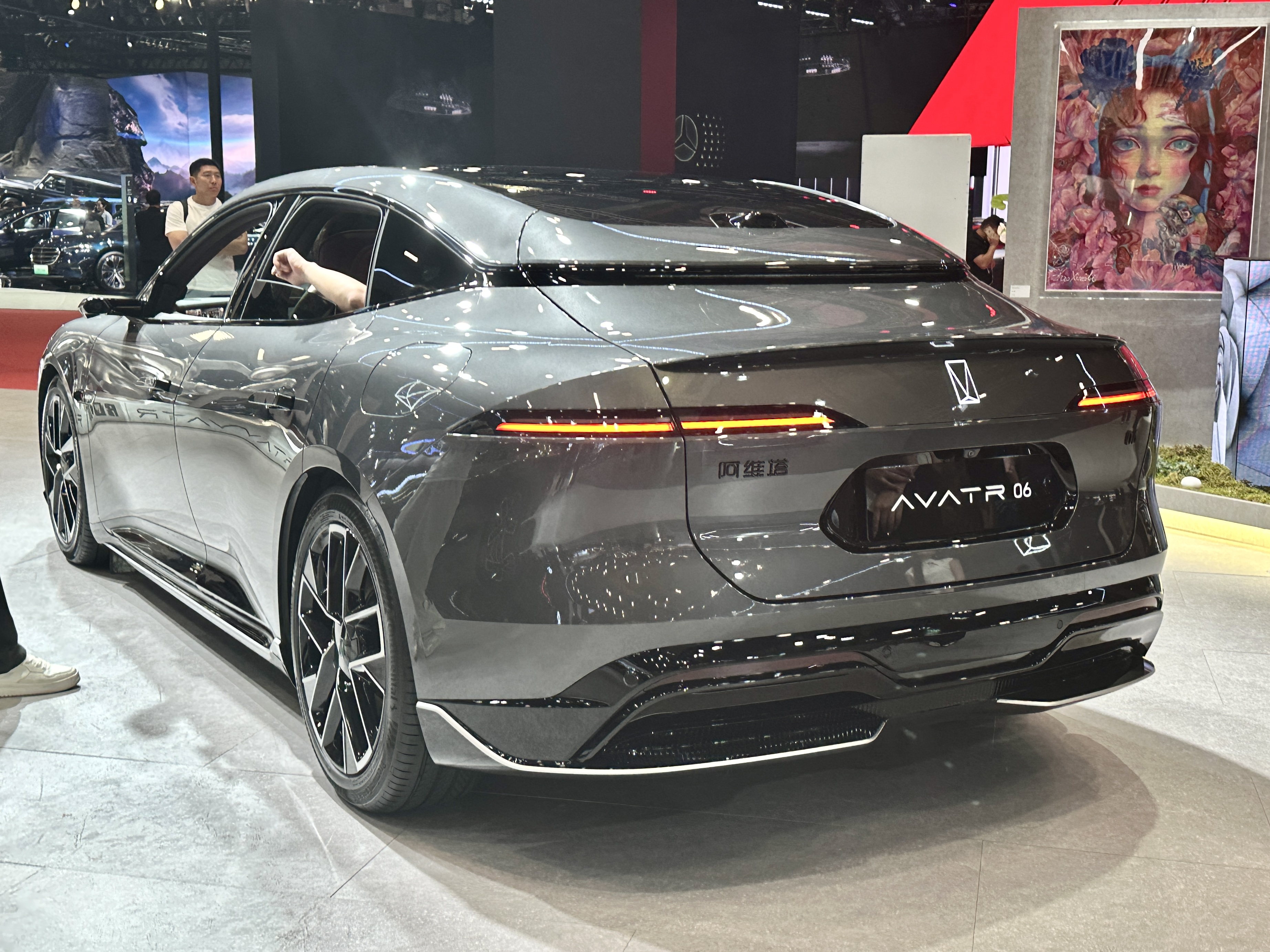
Вид сзади

Avatr 06 (кит. 阿维塔06; пиньинь Ā wéi tǎ 06) — среднеразмерный электромобиль-седан и подзаряжаемый гибрид, выпускающийся китайской компанией Changan. После Avatr 11, Avatr 12 и Avatr 07, это четвёртая модель под брендом Avatr Technology.

## Описание
Первые изображения и технические характеристики Avatr 06 были опубликованы 9 декабря 2024 года в документах о сертификации. В то же время компания Avatr опубликовала в Интернете изображения экстерьера автомобиля. Avatr 06 тесно связан с внедорожником Avatr 07, с которым разделяет колёсную базу и силовую установку.
По желанию заказчика Avatr 06 оснащается цифровыми боковыми зеркалами вместо обычных, а также дополнительным датчиком LiDAR, установленным на крыше. Все версии имеют 20- или 21-дюймовые колёса.
Конкурентом является Zeekr 007.

## Технические характеристики
Силовая установка Avatr 06 тесно связана с силовой установкой Avatr 07. Имеется три варианта силовой установки: две аккумуляторные конфигурации и одна электрическая конфигурация с увеличенным запасом хода. Во всех версиях применяются литий-железо-фосфатный аккумулятор, поставляемый компанией CATL, и электродвигатели, поставляемые компанией Huawei.
Во всех полностью электрических версиях Avatr 06 применяется двигатель мощностью 252 кВт (338 л. с.) с приводом на заднюю ось. Полноприводные же версии имеют второй двигатель мощностью 188 кВт (252 л. с.) с приводом на переднюю ось, суммарная мощность составляет 440 кВт (590 л. с.). Масса задне- и полноприводных версий составляет, соответственно, 2210 и 2320 кг, а максимальная скорость — 200 км/ч.
Силовой агрегат Avatr Kunlun Range Extender состоит из 1,5-литрового турбодвигателя мощностью 115 кВт (154 л. с.) для питания генератора и одного электродвигателя мощностью 231 кВт (310 л. с.) с приводом на заднюю ось. Степень сжатия ДВС составляет 15:1, что обеспечивает тепловую эффективность 44,4% или 3,63 кВт·ч/л бензина. Компания Avatr утверждает, что уровень шума двигателя во время работы не превышает 75 дБ, а вибрация двигателя во время запуска снижается на 90% за счёт размещения цилиндров двигателя в оптимальном положении во время остановки. Масса гибридного автомобиля составляет 2120 кг, а максимальная скорость — 190 км/ч.